# Melanosmicra flavicollis
Melanosmicra flavicollis är en stekelart som först beskrevs av Cameron 1904.  Melanosmicra flavicollis ingår i släktet Melanosmicra och familjen bredlårsteklar. Inga underarter finns listade i Catalogue of Life.